# La biblioteca de Babel
A Biblioteca de Babel (no original, La biblioteca de Babel) é um conto de Jorge Luis Borges, inserido no livro Ficciones (Ficções, em português), de 1944. Este conto, essencialmente metafísico, fala de uma realidade em que o mundo é constituido por uma biblioteca infindável, abrigando uma infinidade de livros. O narrador, um dos muitos bibliotecários, supõe que os volumes da biblioteca contêm todas as possibilidades da realidade. Alguns não fazem o menor sentido, ou o fazem numa língua há muito desconhecida. Outros são meras repetições de uma mesma palavra. Busca-se incessantemente alguém que saiba decifrar as mensagens contidas nos misteriosos volumes, que seria o correspondente a um deus.
Entre as várias interpretações possíveis do conto de Jorge Luis Borges, uma dá conta que se trata de uma grande metáfora em que mundo e literatura se confundem. Ler um texto é tentar decifrá-lo, mas se considerarmos que o próprio mundo está impregnado de linguagem, a própria realidade pode ser considerada como uma grande biblioteca cheia de textos à espera de quem os decifre.[carece de fontes?]
A Biblioteca de Babel pode ser entendida como uma metáfora para a Sociedade da Informação. 
O conto também foi homenageado por um vídeo-música publicado on-line pelo projeto Unoego, no qual o contraponto de uma peça de J. S. Bach serve como metáfora para a imbricação de linguagens potencializada pela Biblioteca, representada como uma dança de livros.
Existe, também, um site criado inspirado no conto. Nele, pode-se encontrar qualquer sequência de até 3200 caracteres (somente com letras minúsculas do alfabeto inglês, vírgulas, pontos finais e espaços), separadas em 104677 livros, que, por sua vez, são separados em, aproximadamente, 1.56254674 hexágonos, cada um com quatro paredes, cada parede com cinco prateleiras, cada prateleira com trinta e dois livros e cada livro com quatrocentos e dez páginas. Ou seja, uma quantidade impensável de combinações, mas que, mesmo assim, está longe de todas as combinações de 1312000 caracteres necessárias para englobar todo o conhecimento já produzido ou que será produzido, como descrito no conto.